# Piriqueta undulata
Piriqueta undulata är en passionsblomsväxtart som beskrevs av Ignatz Urban. Piriqueta undulata ingår i släktet Piriqueta och familjen passionsblomsväxter. Inga underarter finns listade i Catalogue of Life.